# Microtus xanthognathus
Microtus xanthognathus és una espècie de mamífer rosegador de la família dels cricètids que es troba al nord-oest de Nord-amèrica.